# Tom-Jelte Slagter
Tom-Jelte Slagter (født 1. juli 1989 i Groningen) er en tidligere hollansk professionel cykelrytter.
Han fik sin første professionelle kontrakt i 2011, da han blev tilknyttet hjemlandets hold Rabobank. Forinden havde han i ét år været tilknyttet holdets kontinentalhold.
I 2013 kørte han for Rabobanks efterfølger, Belkin Pro Cycling, og vandt i januar en af karrierens hidtid største sejr, da Slagter vandt 3. etape, ungdomskonkurrencen og det samlede klassement i World Tour løbet Tour Down Under.

## Udvalgte resultater
2010
1'  Hollandsk U23-mester i linjeløb
1' 2. etape Circuit des Ardennes
1' Hel van Voerendaal
1' Skandis GP
4' Tour de l'Avenir
2012
5' Grand Prix Cycliste de Québec
6' Tour of Oman 2012
30' Giro d'Italia
2013
1'  Tour Down Under
1' 3. etape
1'  Ungdomskonkurrencen
2014
1' 4. etape, Paris–Nice